# 利古里亞海
43°29′54″N 9°02′30″E / 43.49833°N 9.04167°E

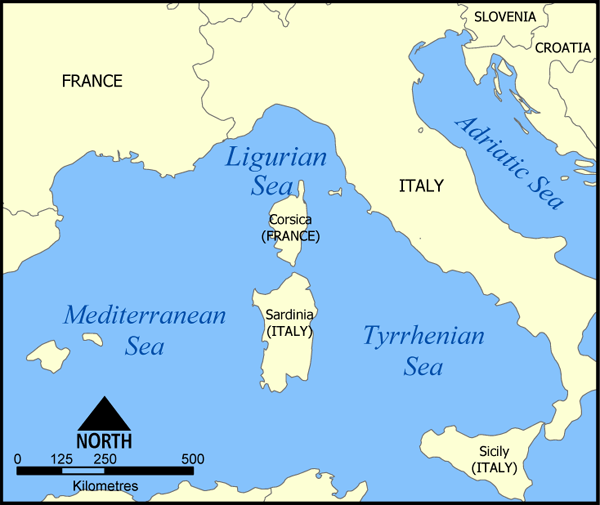
利古里亞海

利古里亚海（法語：Mer Ligure）是地中海的一部分，位于意属里维耶拉（意大利利古里亞大区和托斯卡纳大区）、科西嘉岛与厄尔巴岛之间。
利古里亚海北面和东面与意大利、法国以及摩纳哥毗邻，南面和西面则与第勒尼安海和地中海相接。热那亚是这一区域内最重要的城市。
利古里亚海最北部是热那亚湾。汇入此处的有阿尔诺河以及许多源自阿尔卑斯山的河流。热那亚港、拉斯佩齐亚港以及里窝那港位于其布满岩石的海岸。其北部海滨因优美的风景和宜人的气候而著称。
利古里亚海最深处位于科西嘉岛西北方向，其最大水深为2850米。